# Avenida Corrientes

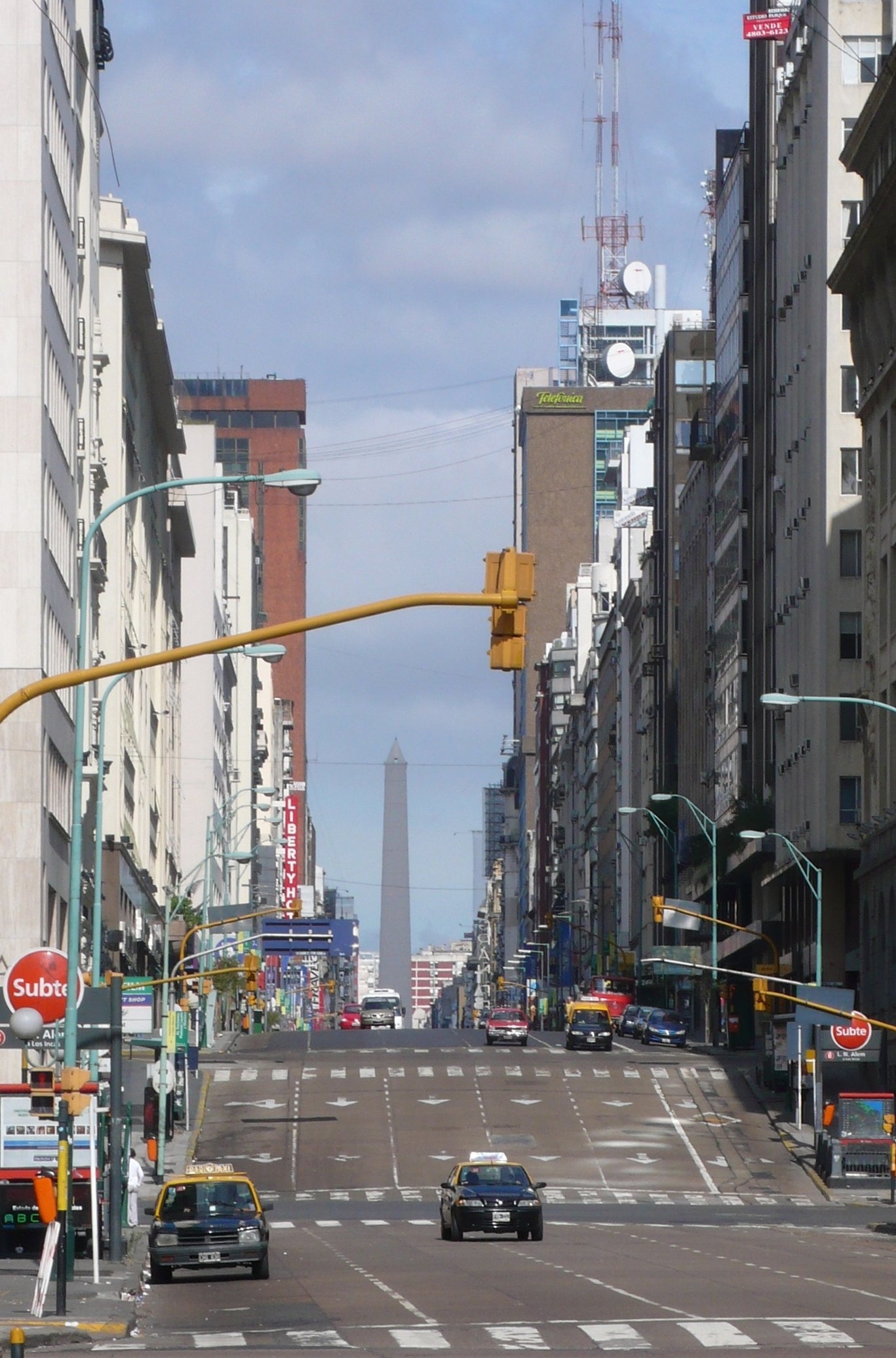
Avenida Corrientes

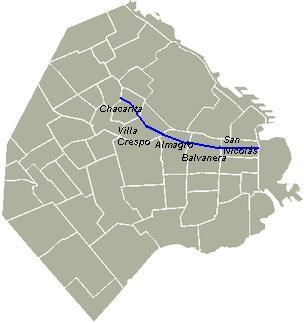
Poloha třídy Corrientes na slepé mapě Buenos Aires

Avenida Corrientes je jedna z hlavních ulic argentinského hlavního města Buenos Aires. Historie třídy je spjatá s tangem a identitou tzv. porteños, jak jsou ve španělštině nazýváni obyvatelé přístavního města. Stejně jako paralelní třídy Santa Fe, Córdoba a San Juan získala pojmenování po stejnojmenné argentinské provincii.
Avenidu tvoří 69 obytných bloků od třídy Eduarda Madera ve východní čtvrti Puerto Madero. Metropoli křižuje západním a poté severozápadním směrem než skončí na Avenida Federico Lacroze čtvrti Chacarita. Jedná se o pozemní komunikaci automobilové dopravy, pod jejímž průběhem se nacházejí stanice linky B buenosaireského metra.
Sdružení přátel ulice Corrientes (Asociación Amigos de la Calle Corrientes) se s městskými orgány podílí na urbanistické koncepci oblasti třídy a na více než 40 místech umístila pamětní desky osobnostem z historie tanga.

## Historie
V průběhu 17. století nesla ulice název Del Sol, mezi lety 1738–1808 se jmenovala San Nicolás a do roku 1822, kdy se stala třídou Corrientes, pak De Incháurregui. Výrazné rozšíření města západním směrem od roku 1880 způsobilo zvýšené nároky na dopravu. Koněspřežné linky byly zřízeny v roce 1887. Nárůst populace měl být řešen novou bytovou výstavbou. Plány počítaly se zbouráním zástavby na severní straně třídy, proti němuž se postavili místní usedlíci. K realizaci došlo až po státním převratu v roce 1930, s jejím ukončením o šest let později. V souvislosti s charakterem třídy Corrientes před rozšířením se používá termín „Corrientes Angosta“ (Úzké Corrientes). Nově zrekonstruovaná třída korespondovala s výstavbou obelisku Buenos Aires, který byl vztyčen roku 1936 ve středu náměstí Plaza de la República. Kolem obelistku později vznikla křižovatka ve formě kruhového objezdu pro ulice Corrientes a 9. července. Městská vyhláška z roku 1967 vytvořila z většiny tříd včetně Corrientes jednosměrné dopravní tepny.
Po většinu 20. století Calle Corrientes představovala symbol nočního života v Buenos Aires. Získala také přezdívku „ulice, která nikdy nespí“. Na ploše deseti bloků západně od středu města, mezi ulicemi Maipu a Callao, se nacházela největší koncentrace divadel a kin. Spolu s přilehlou pěší zónou Calle Lavalle se stala jedním center komerční zábavy. Na třídě Corrientes byly ve 30. a 40. letech dvacátého století postaveny divadelní scény a kinosály ve stylu Art deco, jako Teatro Gran Rex, Teatro Opera a Teatro Premier. Vysoká koncentrace knihkupectví přiváděla od 50. let během dne na třídu intelektuály, kteří trávili čas v kavárnách (Cafe La Paz), pizzeriích a restauracích (Los Inmortales, Güerrin). Na rohu tříd Corrinetes a Bouchard stojí víceúčelový komplex Estadio Luna Park určený pro sportovní aktivity a kulturní události.
V roce 2005 se uskutečnilo rozšíření chodníků pro rozvoj maloobchodní činnosti, když hlavní třída v tomto ohledu od 70. let dvacátého století upadala. V 80. letech se v místních divadlech začal prosazovat příklon k broadwayským muzikálům ve španělštině, v kombinaci s tradičními představeními i avantgardou, stejně jako žánrem revue. Otevřený prostor třídy Corrientes mezi uruguayskou ulicí a Avenida Callao se od roku 2007 stal během Noci knihkupců místem preformance čtení venku.

## Galerie

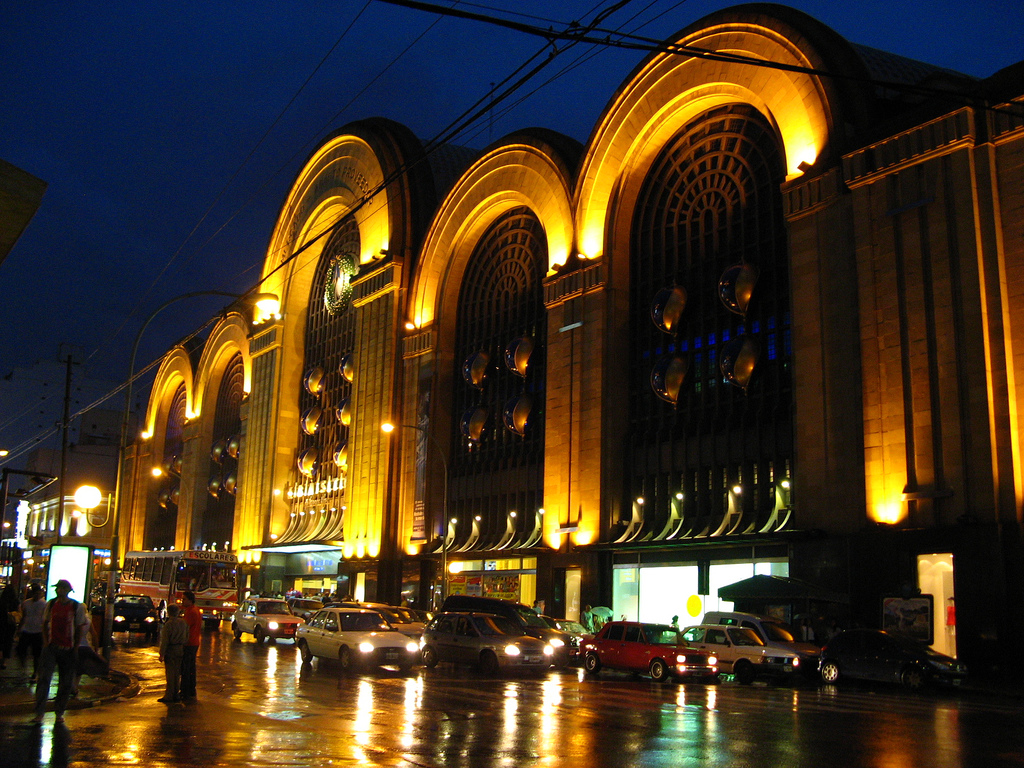
Nákupní centrum Abasto Shopping
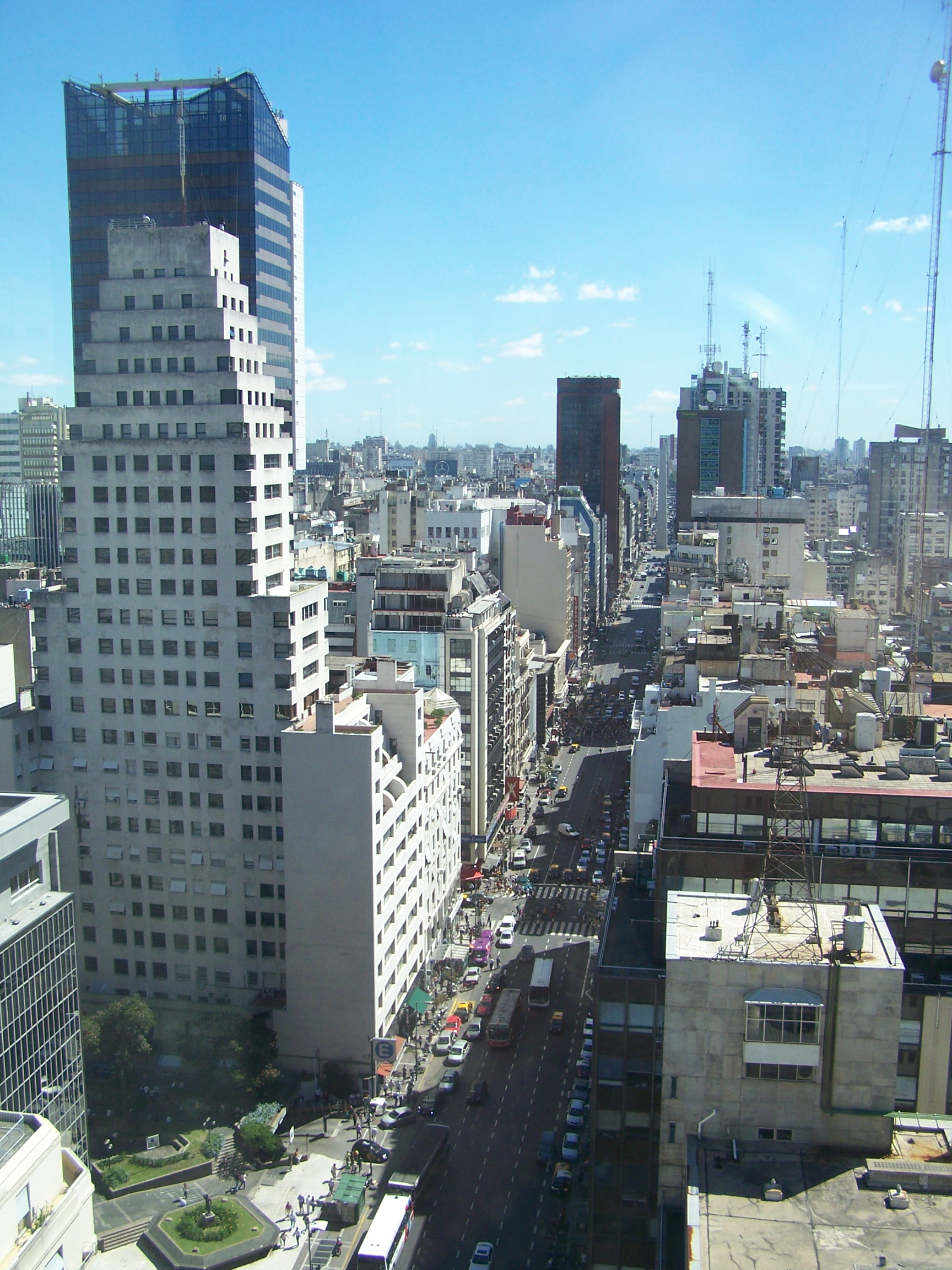
Mrakodrap SAFICO
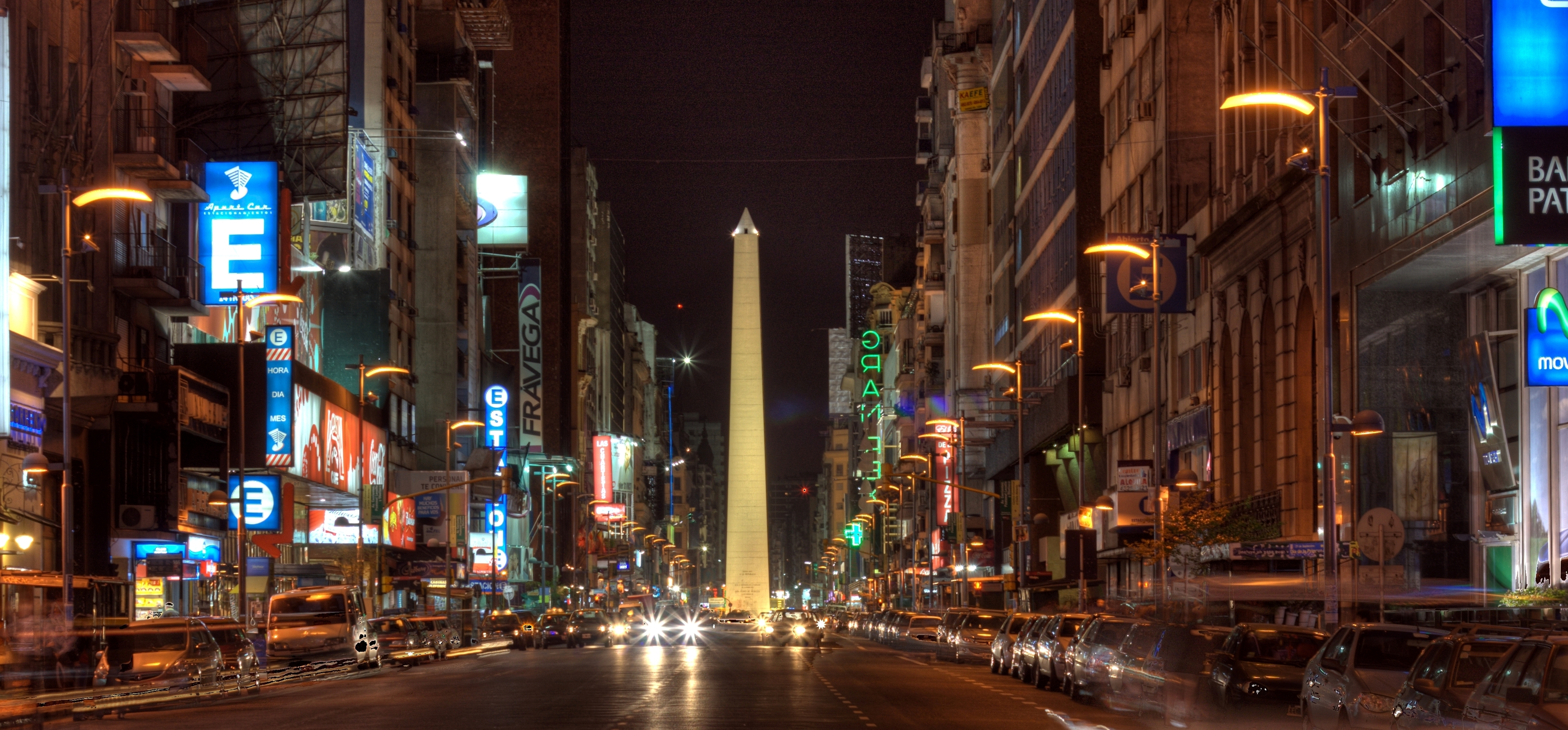
Noční třída s obeliskem